# Tipula (Eumicrotipula) obirata
Tipula (Eumicrotipula) obirata is een tweevleugelige uit de familie langpootmuggen (Tipulidae). De soort komt voor in het Neotropisch gebied.